# MuseScore
MuseScore es un programa de notación musical para Microsoft Windows, Mac OS X y Linux, que soporta una amplia variedad de formatos de archivo y métodos de entrada. Se publica como software libre y de código abierto bajo la Licencia Pública General de GNU. MuseScore está complementado por un visor y una aplicación de reproducción de partituras para dispositivos móviles y una plataforma de intercambio de partituras en línea.

## Historia
MuseScore fue creado originalmente como una bifurcación de MusE, un secuenciador midi para Linux. En ese momento, MusE tenía capacidades de notación y en 2002, Werner Schweer, uno de los programadores de MusE, decidió eliminar el soporte de notación de MusE y bifurcar el código en un programa de notación autónomo.
El sitio web musescore.org fue creado en 2008, lo que permitió aumentar rápidamente el número de descargas de MuseScore. En diciembre de 2008, la tasa de descarga era de hasta 15 mil por mes.
La versión 0.9.5 fue lanzada en agosto de 2009. En octubre de 2009, MuseScore se había descargado más de mil veces al día. Para el cuarto trimestre de 2010, MuseScore se había descargado 80 mil veces al mes.
A finales de 2013, el proyecto se trasladó de SourceForge a GitHub, y las estadísticas de descargas continuas no han estado disponibles públicamente desde entonces, pero en marzo de 2015 un comunicado de prensa afirmaba que MuseScore se había descargado más de ocho millones de veces, y en diciembre de 2016 el proyecto afirmaba que la versión 2.0.3 se había descargado 1.9 millones de veces en los nueve meses transcurridos desde su lanzamiento.
En 2018, MuseScore fue adquirido por la empresa Ultimate Guitar, que añadió desarrolladores pagados a tiempo completo al equipo de desarrolladores de código abierto.

## Características y funciones
El propósito principal de MuseScore es la creación de partituras musicales grabadas de alta calidad en un entorno WYSIWYG. Soporta un número ilimitado de pentagramas, partes vinculadas y extracción de partes, tablatura, entrada y salida MIDI, notación de percusión, barras de agrupación de notas entre pentagramas, transposición automática, letra (múltiples versos), diagramas de diapasón, y en general todo lo que se usa comúnmente en las partituras. Existen opciones de estilo para cambiar la apariencia y el diseño, y las plantillas pueden guardarse y aplicarse a otras partituras. Hay plantillas predefinidas para muchos tipos de ensambles. La funcionalidad puede ser ampliada haciendo uso de los muchos plugins disponibles libremente.
MuseScore también puede reproducir las partituras a través del secuenciador incorporado y muestras de sonido SoundFont. Se pueden cargar múltiples muestras de sonido en el sintetizador de MuseScore. Incluye un mezclador para silenciar, interpretar como solo o ajustar el volumen de partes individuales, y se admiten coros, reverberaciones y otros efectos durante la reproducción. También es posible la salida MIDI a DAW y VST.

### Formatos de archivo soportados
MuseScore puede importar y exportar a muchos formatos, aunque algunos sólo exportan (representaciones visuales y de audio) y otros sólo importan (archivos nativos de otros programas de notación musical).
Los formatos de archivo nativos de MuseScore son .mscz, un archivo comprimido que contiene la partitura y otros medios, y .mscx, que son datos XML que se pueden encontrar en archivos .mscz. Normalmente se prefiere el formato .mscz, ya que utiliza menos espacio y puede soportar imágenes. 
MuseScore también puede importar y exportar archivos MusicXML comprimidos (.mxl) y no comprimidos (.xml), lo que permite abrir una partitura en otros programas de notación musical (como Sibelius y Finale). También puede importar y exportar MIDI (.mid, .midi y .kar), que es compatible con muchos otros programas (como Synthesia), aunque como MIDI no está diseñado para las partituras, la mayoría de las notaciones de las partituras se pierden.
MuseScore también puede importar algunos formatos nativos de otros programas de música, como Band-in-a-Box (.mgu y .sgu), Bagpipe Music Writer (.bww), Guitar Pro (.gtp, .gp3, .gp4, .gp5 y .gpx), Capella (versión 2000 (3.0) o posterior; .cap y .capx) y formatos de Obertura. También puede importar MuseData (.md), que ha sido reemplazado por MusicXML. 
El audio puede ser exportado a archivos WAV, FLAC, MP3 y OGG, y las representaciones gráficas de las partituras también pueden ser exportadas a los formatos PDF, SVG y PNG, y/o impresas directamente.

### Compartir partituras en línea
La función "Guardar en línea" permite a los usuarios de MuseScore publicar y compartir su música en línea a través de MuseScore.com. El servicio permite a los suscriptores de pago compartir partituras de forma ilimitada. También hay cuentas gratuitas, pero estas cuentas se limitaron para que solo las cinco últimas partituras subidas puedan ser visibles. Sin embargo, el 19 de febrero de 2020, MuseScore publicó en sus foros que cualquiera podía subir partituras ilimitadas, incluso si no era un suscriptor de pago. Los suscriptores de pago todavía tienen acceso a otras características que las cuentas gratuitas no tienen, como la configuración de las pistas, y los suscriptores que no pagan ya no tienen la posibilidad de descargar partituras. El MuseScore Start Center muestra las partituras destacadas del sitio web.
MuseScore.com permite la reproducción de una partitura en cualquier navegador que soporte la etiqueta de audio HTML5. Una partitura también puede ser enlazada a YouTube, para que uno pueda seguir la partitura mientras ve un video con esa partitura.
La empresa MuseScore, que ahora forma parte de Ultimate Guitar, utiliza los ingresos del servicio comercial de intercambio de partituras para apoyar el desarrollo del software de notación libre.

### Reconocimiento óptico de música
MuseScore incluye una función de reconocimiento óptico de música que puede convertir un PDF al formato de archivo nativo de MuseScore, .mscz. Esta característica está basada en la web y utiliza el proyecto de código abierto Audiveris.

### Reproductor de móvil
Desde mayo de 2014 MuseScore tiene disponibles aplicaciones para móviles para iOS y Android que están vinculadas al sitio de intercambio de partituras de MuseScore. La aplicación puede reproducir partituras, y permite cambiar la transposición y la extracción de partes, pero no permite crear o editar partituras.

### Aplicación portátil
MuseScore también funciona como una aplicación portátil de PortableApps.com. Puede instalarse en un disco duro normal o almacenarse en un dispositivo de almacenamiento extraíble como un CD, una unidad flash USB o una tarjeta flash, de modo que pueda ejecutarse en cualquier computadora con sistema operativo Windows. La última versión de MuseScore Portable es la v2.3.2.

## Problemas de derechos de autor de MuseScore.com
A partir de junio de 2019, una serie de usuarios que subieron canciones de Disney fueron "eliminados por derechos de autor" por Disney, que tiene problemas con MuseScore.